# Saison 14 de New York, police judiciaire
Chronologie
Saison 13 Saison 15
La quatorzième saison de New York, police judiciaire, série télévisée américaine, est constituée de vingt-quatre épisodes, diffusée du 24 septembre 2003 au 19 mai 2004 sur NBC.

## Distribution

### Acteurs principaux
- Jerry Orbach : détective Lennie Briscoe
- Jesse L. Martin : détective Ed Green
- S. Epatha Merkerson : lieutenant Anita Van Buren
- Sam Waterston : premier substitut du procureur Jack McCoy
- Elisabeth Röhm : substitut du procureur Serena Southerlyn
- Fred Dalton Thompson : procureur Arthur Branch

## Épisodes

### Épisode 1:Corps perdus
- États-Unis : 24 septembre 2003 sur NBC

### Épisode 2:Ascension sociale
- États-Unis : 1er octobre 2003 sur NBC

### Épisode 3:Patient zéro
- États-Unis : 8 octobre 2003 sur NBC

### Épisode 4:Thérapie de choc
- États-Unis : 22 octobre 2003 sur NBC

### Épisode 5:Le Brasier
- États-Unis : 29 octobre 2003 sur NBC

### Épisode 6:Identité
- États-Unis : 5 novembre 2003 sur NBC

### Épisode 7:Eaux troubles
- États-Unis : 12 novembre 2003 sur NBC

### Épisode 8:Un métier à risques
- États-Unis : 19 novembre 2003 sur NBC

### Épisode 9:Compassion
- États-Unis : 26 novembre 2003 sur NBC

### Épisode 10:L'Enfant de la discorde
- États-Unis : 3 décembre 2003 sur NBC

### Épisode 11:La Loi de la jungle
- États-Unis : 7 janvier 2004 sur NBC

### Épisode 12:Un plat qui se mange froid
- États-Unis : 14 janvier 2004 sur NBC

### Épisode 13:Mariée avec enfants
- États-Unis : 4 février 2004 sur NBC

### Épisode 14:La Goutte d'eau
- États-Unis : 11 février 2004 sur NBC

### Épisode 15:Ancien combattant
- États-Unis : 18 février 2004 sur NBC

### Épisode 16:Y a-t-il un témoin?
- États-Unis : 25 février 2004 sur NBC

### Épisode 17:Les Mains libres
- États-Unis : 3 mars 2004 sur NBC

### Épisode 18:Mauvaise graine
- États-Unis : 24 mars 2004 sur NBC

### Épisode 19:L'Homme de nulle part
- États-Unis : 31 mars 2004 sur NBC

### Épisode 20:Tout le monde aime Raimondo
- États-Unis : 14 avril 2004 sur NBC

### Épisode 21:Vendetta
- États-Unis : 21 avril 2004 sur NBC

### Épisode 22:L’Étranger
- États-Unis : 28 avril 2004 sur NBC

### Épisode 23:Le Roi du caviar
- États-Unis : 12 mai 2004 sur NBC

### Épisode 24:Le Départ de Briscoe
- États-Unis : 19 mai 2004 sur NBC